# 李明起 (内野手)
李名啟（イ・ミョンギ、2000年1月3日 - ）は、大韓民国・光州広域市のプロ野球選手選手（内野手）。

## 経歴

### アマチュア時代
光州東成高等学校2年の時から捕手の韓俊洙とクリーンナップを組んだ。
3年時は主に4番打者として活動し、投手としても登板した。青龍旗全国高校野球選手権大会の時には首位打者争いを繰り広げる活躍を見せ、チームの優勝に貢献した。

### キウム時代
2019年のドラフトにて2次5ラウンドで指名され、入団した。
2020年は二軍で上位打線起用をされる。同年は48打点を記録し、北部リーグ打点王のタイトルを受賞した。
2021年7月2日、水原での対KTウィズ戦でプロデビュー。その試合で3打数1安打、1四球を記録した。
2022年は4月に2試合に出場して打率2割5分を記録すると、7月から兵役に就いている。
2024年1月に除隊した。

## プレースタイル・人物
アマチュア時代は投手と兼任していたが、プロ入り後は一塁手に専念している。
起亜タイガースの金技訓とは同じ学校の同期であり、誕生日も同じ。

## 詳細情報

### 年度別打撃成績
| 年 度    | 球 団    | 試 合 | 打 席 | 打 数 | 得 点 | 安 打 | 二 塁 打 | 三 塁 打 | 本 塁 打 | 塁 打 | 打 点 | 盗 塁 | 盗 塁 死 | 犠 打 | 犠 飛 | 四 球 | 敬 遠 | 死 球 | 三 振 | 併 殺 打 | 打 率 | 出 塁 率 | 長 打 率 | O P S |
| -------- | -------- | ----- | ----- | ----- | ----- | ----- | -------- | -------- | -------- | ----- | ----- | ----- | -------- | ----- | ----- | ----- | ----- | ----- | ----- | -------- | ----- | -------- | -------- | ----- |
| 2021     | キウム   | 3     | 8     | 6     | 0     | 1     | 0        | 0        | 0        | 1     | 1     | 0     | 0        | 0     | 0     | 2     | 0     | 0     | 3     | 0        | .167  | .375     | .167     | .542  |
| 2022     | キウム   | 2     | 4     | 4     | 0     | 1     | 0        | 0        | 0        | 1     | 0     | 0     | 0        | 0     | 0     | 0     | 0     | 0     | 2     | 0        | .250  | .250     | .250     | .500  |
| KBO：2年 | KBO：2年 | 5     | 12    | 10    | 0     | 2     | 0        | 0        | 0        | 2     | 1     | 0     | 0        | 0     | 0     | 2     | 0     | 0     | 5     | 0        | .200  | .333     | .200     | .533  |

- 2024年度シーズン終了時

### 出身校
- 光州大成初等学校
- 光州忠壮中学校
- 光州東成高等学校

### 背番号
- 66 （2019年 - 2021年）
- 10 （2022年）
- 34 （2024年 - ）